# 神崎郡 (滋賀県)
- 令制国一覧 > 東山道 > 近江国 > 神崎郡
- 日本 > 近畿地方 > 滋賀県 > 神崎郡

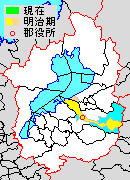
滋賀県神崎郡の位置（黄：明治期 薄黄：後に他郡に編入された区域 水色：後に他郡から編入した区域）

神崎郡（かんざきぐん）は、滋賀県（近江国）にあった郡。

## 郡域
1879年（明治12年）に行政区画として発足した当時の郡域は、下記の区域にあたる。
- 彦根市の一部（甲崎町、上西川町、田原町、本庄町、下稲葉町、上稲葉町、服部町以西）
- 東近江市の一部（五個荘清水鼻町・黄和田町を除く概ね愛知川左岸かつ建部瓦尾寺町、八日市各町[1]、野村町、妙法寺町、中小路町、五智町、林田町、御園町、岡田町、寺町、今代町、池田町、青野町、山上町、和南町、永源寺相谷町、佐目町、杠葉尾町以北）

鈴鹿山脈から琵琶湖まで愛知川に沿って東西に細長い地域を占めていた。

## 歴史
『日本書紀』では神前郡、『和名抄』では神埼郡と表記されている。『日本書紀』天智天皇紀4年2月条に「以百濟國百姓男女四百餘人、居于近江國神前郡」とあり、古代から渡来人を中心に開発が進められたと考えられる。『和名抄』には神崎郡内の郷村として垣見・小幡・神崎・高屋・神主・駅家・小社の7か村名が記録されている。『延喜式』には式内社として乎加神社と川桁神社（現在の河桁御河邊神社）の2座が挙げられている。
中世には郡内で商業が活発化し、特に八日市は市場町として神崎郡の中心地となっていく。室町時代には六角氏が支配し、建部氏や伊庭氏が六角氏の配下で活躍したが、観音寺城の戦いで六角氏は織田信長に敗れる。中世の文献では「神崎東郡」「神崎西郡」とされている。
近世には山上に山上藩が置かれたが、領地はさほど大きくなく、郡内は大津代官所・彦根藩・西大路藩・淀藩・郡山藩・川越藩・旗本・寺社の領地が混在していた。正保年間には神崎郡全体で80か村、村高4万7135石余、天保年間には82か村、村高4万8303石余、明治初年には86か村、村高4万8425石余を数えた。

### 近世以降の沿革
- 「旧高旧領取調帳」に記載されている明治初年時点での支配は以下の通り。○は村内に寺社除地[3]が存在。（85村）

| 知行         | 知行                   | 村数 | 村名 |
| ------------ | ---------------------- | ---- | --- |
| 幕府領       | 幕府領（大津代官所）   | 53村 | 山路村、乙女浜村、川南村、阿弥陀堂村、新村、宮西村、今村、躰光寺村、小川村、垣見村、甲崎村、普光寺村、田附村、三ツ谷村、西川村、本庄村、稲葉村、服部村、田原村、河曲村、位田村、簗瀬村、中村、小幡村、下日吉村、七里村、石塚村、奥村、下野村、木流村、新堂村、山本村、平坂村、伊野部村、北町屋村、三俣村、市田村、上中村、瓦屋寺村、妙法寺村、北村、中小路村、上村、林田村、岡田村、横居村、寺村、今田居村、池田村、和南村、相谷村、梅安新田、出地村 |
| 幕府領       | 幕府領（彦根藩預地）   | 4村  | 新海村、福堂村、栗見新田村、栗見出在家村 |
| 幕府領       | 旗本領                 | 4村  | ○伊庭村、川合寺村、外村、神田村 |
| 幕府領       | 幕府領（大津）・旗本領 | 4村  | 上日吉村、浜野村、八日市村、境村 |
| 藩領         | 大和郡山藩             | 12村 | 林村、猪子村、佐野村、佐生村、神郷村、長勝寺村、北庄村、五位田村、和田村、石馬寺村、金堂村、川並村 |
| 藩領         | 近江山上藩             | 5村  | 山上村、佐目村、萱尾村、蓼畑村、杠葉尾村 |
| 藩領         | 郡山藩・山上藩         | 1村  | 種村 |
| 幕府領・藩領 | 幕府領（大津）・山上藩 | 1村  | 南村 |
| 幕府領・藩領 | 旗本領・山上藩         | 1村  | 野村 |

- 慶応4年
  - 3月7日（1868年3月30日） - 大津代官所に大津裁判所が設置され、幕府領を管轄。
  - 4月28日（1868年5月20日） - 大津裁判所の管轄地域が大津県の管轄となる。
- 明治3年（1870年）2月 - 旗本領が大津県の管轄となる。
- 明治4年
  - 4月 - 彦根藩預地が大津県の管轄となる。
  - 7月14日（1871年8月29日） - 廃藩置県により、藩領が郡山県、山上県の管轄となる。
  - 11月22日（1872年1月2日） - 第1次府県統合により、全域が長浜県の管轄となる[5]。
  - 11月29日（1872年1月9日） - 管轄が長浜県から大津県に変更される[6]。
- 明治5年
  - 1月19日（1872年2月27日） - 大津県が改称して滋賀県となる。
  - 愛知郡愛知川村の所属郡が本郡に変更。（86村）
- 明治7年（1874年）（86村）
  - 稲葉村が分割されて上稲葉村・下稲葉村となる。
  - 金堂村・川並村の各一部[7]が分立して塚本村となる。
  - 梅安新田が伊庭村に、出地村が本庄村にそれぞれ合併。
  - 北庄村が改称して宮荘村となる。
- 明治8年（1875年） - 北町屋村・川並村の各一部[8]が分立して石川村となる。（87村）
- 明治11年（1878年） - 五位田村が宮荘村に合併。（86村）
- 明治12年（1879年）（83村）
  - 5月16日 - 郡区町村編制法の滋賀県での施行により、行政区画としての神崎郡が発足。郡役所を八日市村に設置。
  - 愛知川村の所属郡が愛知郡に変更。
  - 新村・宮西村が合併して新宮村となる。
  - 位田村・市田村が合併して竜田村となる。
- 明治13年（1880年） - 伊庭村の一部[9]が分立して能登川村、一部[10]が分立して北須田村となる。（84村）
- 明治14年（1881年） - 「愛知神崎郡役所」が愛知郡中宿村に設置され、同郡とともに管轄。
- 明治15年（1882年） - 蒲生郡須田村の所属郡が本郡に変更。同時に改称して南須田村となる。（85村）
- 明治16年（1883年） - 横居村が改称して薗畑村となる。

### 町村制以降の沿革

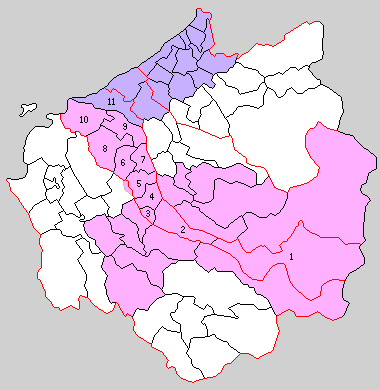
1.山上村 2.御園村 3.八日市町 4.建部村 5.東五個荘村 6.南五個荘村 7.北五個荘村 8.八条村 9.八幡村 10.栗見村 11.葉枝見村（紫：彦根市 桃：東近江市）

- 明治22年（1889年）4月1日 - 町村制の施行により、以下の町村が発足。特記以外は全域が現・東近江市。（1町10村）
  - 山上村 ← 杠葉尾村、蓼畑村、萱尾村、佐目村、相谷村、和南村、山上村
  - 御園村 ← 池田村、今田居村、寺村、岡田村、薗畑村、林田村、上村、中小路村、妙法寺村、野村、神田村、外村、川合寺村［一部[11]を除く］
  - 八日市町 ← 八日市村、浜野村、川合寺村［一部[11]］、蒲生郡金屋村、小脇村［一部[12]］
  - 建部村 ← 境村、南村、上日吉村、瓦屋寺村、北村、上中村、下野村
  - 東五個荘村← 伊野部村、平坂村、山本村、石塚村、北町屋村、三俣村、奥村、木流村、新堂村
  - 南五個荘村← 金堂村、石川村、塚本村、川並村、石馬寺村、七里村、下日吉村
  - 北五個荘村← 竜田村、小幡村、中村、簗瀬村、和田村、河曲村、宮荘村
  - 八条村 ← 佐生村、佐野村、猪子村、能登川村、北須田村、南須田村、伊庭村、山路村、林村
  - 八幡村 ← 長勝寺村、神郷村、種村、今村、垣見村、躰光寺村、阿弥陀堂村、川南村、小川村
  - 栗見村 ← 新宮村、乙女浜村、福堂村、栗見新田村、栗見出在家村
  - 葉枝見村 ← 服部村、上稲葉村、下稲葉村、本庄村、田附村、新海村、三ツ谷村、普光寺村（現・彦根市）
  - 甲崎村・西川村・田原村が愛知郡稲村の一部となる。
- 明治23年（1890年）3月15日 - 東五個荘村が改称して旭村となる。
- 明治27年（1894年）6月20日 - 八条村が分割し、一部（能登川・北須田・南須田）に能登川村が、一部（伊庭）に伊庭村が、残部（佐生・佐野・猪子・山路・林）に五峰村がそれぞれ発足[13]。（1町12村）
- 明治30年（1897年）
  - 4月1日 - 葉枝見村の所属郡が愛知郡に変更。（1町11村）
  - 8月15日 - 栗見村の一部（新宮・乙女浜）が分立して栗見荘村が発足。（1町12村）
- 明治31年（1898年）4月1日 - 郡制を施行。郡役所が八日市町に設置。
- 大正12年（1923年）4月1日 - 郡会が廃止。郡役所は存続。
- 大正15年（1926年）7月1日 - 郡役所が廃止。以降は地域区分名称となる。
- 昭和2年（1927年）11月8日 - 栗見荘村が八幡村に編入。（1町11村）
- 昭和17年（1942年）2月11日 - 能登川村・伊庭村・五峰村・八幡村・栗見村が合併して能登川町が発足。（2町6村）
- 昭和18年（1943年）4月1日 - 山上村が愛知郡東小椋村・高野村と合併して神崎郡永源寺村が発足。（2町6村）
- 昭和27年（1952年）3月21日 - 八日市町が蒲生郡中野村と合併し、改めて八日市町が発足。（2町6村）
- 昭和29年（1954年）8月15日 - 御園村・建部村・八日市町が蒲生郡平田村・市辺村・玉緒村と合併して八日市市が発足し、郡より離脱。（1町4村）
- 昭和30年（1955年）
  - 1月1日 - 旭村・南五個荘村・北五個荘村が蒲生郡安土町の一部（清水鼻）と合併して五個荘町が発足。（2町1村）
  - 4月1日 - 永源寺村が蒲生郡市原村と合併して神崎郡永源寺町が発足。（3町）
- 平成17年（2005年）2月11日 - 永源寺町・五個荘町が八日市市・愛知郡愛東町・湖東町と合併して東近江市が発足し、郡より離脱。（1町）
- 平成18年（2006年）1月1日 - 能登川町が東近江市に編入。同日神崎郡消滅。

### 変遷表
| 明治以前         | 明治以前         | 明治初年 - 明治11年       | 明治12年 - 明治22年                    | 明治22年 4月1日 町村制施行 | 明治22年 - 大正15年                     | 昭和元年 - 昭和14年         | 昭和15年 - 昭和29年      | 昭和15年 - 昭和29年               | 昭和30年 - 昭和39年               | 昭和40年 - 昭和64年         | 平成元年 - 現在               | 現在     |
| ---------------- | ---------------- | ------------------------- | -------------------------------------- | -------------------------- | --------------------------------------- | --------------------------- | ------------------------ | --------------------------------- | --------------------------------- | --------------------------- | ----------------------------- | -------- |
| 境村             | 境村             | 境村                      | 境村                                   | 建部村                     | 建部村                                  | 建部村                      | 建部村                   | 昭和29年8月15日 八日市市          | 八日市市                          | 八日市市                    | 平成17年2月11日 東近江市      | 東近江市 |
| 南村             | 南村             | 南村                      | 南村                                   | 建部村                     | 建部村                                  | 建部村                      | 建部村                   | 昭和29年8月15日 八日市市          | 八日市市                          | 八日市市                    | 平成17年2月11日 東近江市      | 東近江市 |
| 上日吉村         | 上日吉村         | 上日吉村                  | 上日吉村                               | 建部村                     | 建部村                                  | 建部村                      | 建部村                   | 昭和29年8月15日 八日市市          | 八日市市                          | 八日市市                    | 平成17年2月11日 東近江市      | 東近江市 |
| 瓦屋寺村         | 瓦屋寺村         | 瓦屋寺村                  | 瓦屋寺村                               | 建部村                     | 建部村                                  | 建部村                      | 建部村                   | 昭和29年8月15日 八日市市          | 八日市市                          | 八日市市                    | 平成17年2月11日 東近江市      | 東近江市 |
| 北村             | 北村             | 北村                      | 北村                                   | 建部村                     | 建部村                                  | 建部村                      | 建部村                   | 昭和29年8月15日 八日市市          | 八日市市                          | 八日市市                    | 平成17年2月11日 東近江市      | 東近江市 |
| 上中村           | 上中村           | 上中村                    | 上中村                                 | 建部村                     | 建部村                                  | 建部村                      | 建部村                   | 昭和29年8月15日 八日市市          | 八日市市                          | 八日市市                    | 平成17年2月11日 東近江市      | 東近江市 |
| 下野村           | 下野村           | 下野村                    | 下野村                                 | 建部村                     | 建部村                                  | 建部村                      | 建部村                   | 昭和29年8月15日 八日市市          | 八日市市                          | 八日市市                    | 平成17年2月11日 東近江市      | 東近江市 |
| 池田村           | 池田村           | 池田村                    | 池田村                                 | 御園村                     | 御園村                                  | 御園村                      | 御園村                   | 昭和29年8月15日 八日市市          | 八日市市                          | 八日市市                    | 平成17年2月11日 東近江市      | 東近江市 |
| 今田居村         | 今田居村         | 今田居村                  | 今田居村                               | 御園村                     | 御園村                                  | 御園村                      | 御園村                   | 昭和29年8月15日 八日市市          | 八日市市                          | 八日市市                    | 平成17年2月11日 東近江市      | 東近江市 |
| 寺村             | 寺村             | 寺村                      | 寺村                                   | 御園村                     | 御園村                                  | 御園村                      | 御園村                   | 昭和29年8月15日 八日市市          | 八日市市                          | 八日市市                    | 平成17年2月11日 東近江市      | 東近江市 |
| 岡田村           | 岡田村           | 岡田村                    | 岡田村                                 | 御園村                     | 御園村                                  | 御園村                      | 御園村                   | 昭和29年8月15日 八日市市          | 八日市市                          | 八日市市                    | 平成17年2月11日 東近江市      | 東近江市 |
| 横居村           | 横居村           | 横居村                    | 明治16年 改称 薗畑村                   | 御園村                     | 御園村                                  | 御園村                      | 御園村                   | 昭和29年8月15日 八日市市          | 八日市市                          | 八日市市                    | 平成17年2月11日 東近江市      | 東近江市 |
| 林田村           | 林田村           | 林田村                    | 林田村                                 | 御園村                     | 御園村                                  | 御園村                      | 御園村                   | 昭和29年8月15日 八日市市          | 八日市市                          | 八日市市                    | 平成17年2月11日 東近江市      | 東近江市 |
| 上村             | 上村             | 上村                      | 上村                                   | 御園村                     | 御園村                                  | 御園村                      | 御園村                   | 昭和29年8月15日 八日市市          | 八日市市                          | 八日市市                    | 平成17年2月11日 東近江市      | 東近江市 |
| 中小路村         | 中小路村         | 中小路村                  | 中小路村                               | 御園村                     | 御園村                                  | 御園村                      | 御園村                   | 昭和29年8月15日 八日市市          | 八日市市                          | 八日市市                    | 平成17年2月11日 東近江市      | 東近江市 |
| 妙法寺村         | 妙法寺村         | 妙法寺村                  | 妙法寺村                               | 御園村                     | 御園村                                  | 御園村                      | 御園村                   | 昭和29年8月15日 八日市市          | 八日市市                          | 八日市市                    | 平成17年2月11日 東近江市      | 東近江市 |
| 野村             | 野村             | 野村                      | 野村                                   | 御園村                     | 御園村                                  | 御園村                      | 御園村                   | 昭和29年8月15日 八日市市          | 八日市市                          | 八日市市                    | 平成17年2月11日 東近江市      | 東近江市 |
| 神田村           | 神田村           | 神田村                    | 神田村                                 | 御園村                     | 御園村                                  | 御園村                      | 御園村                   | 昭和29年8月15日 八日市市          | 八日市市                          | 八日市市                    | 平成17年2月11日 東近江市      | 東近江市 |
| 外村             | 外村             | 外村                      | 外村                                   | 御園村                     | 御園村                                  | 御園村                      | 御園村                   | 昭和29年8月15日 八日市市          | 八日市市                          | 八日市市                    | 平成17年2月11日 東近江市      | 東近江市 |
| 川合寺村         | 一部を除く       | 川合寺村                  | 川合寺村                               | 御園村                     | 御園村                                  | 御園村                      | 御園村                   | 昭和29年8月15日 八日市市          | 八日市市                          | 八日市市                    | 平成17年2月11日 東近江市      | 東近江市 |
| 川合寺村         | 一部             | 川合寺村                  | 川合寺村                               | 八日市町                   | 八日市町                                | 八日市町                    | 昭和29年3月21日 八日市町 | 昭和29年8月15日 八日市市          | 八日市市                          | 八日市市                    | 平成17年2月11日 東近江市      | 東近江市 |
| 八日市村         | 八日市村         | 八日市村                  | 八日市村                               | 八日市町                   | 八日市町                                | 八日市町                    | 昭和29年3月21日 八日市町 | 昭和29年8月15日 八日市市          | 八日市市                          | 八日市市                    | 平成17年2月11日 東近江市      | 東近江市 |
| 浜野村           | 浜野村           | 浜野村                    | 浜野村                                 | 八日市町                   | 八日市町                                | 八日市町                    | 昭和29年3月21日 八日市町 | 昭和29年8月15日 八日市市          | 八日市市                          | 八日市市                    | 平成17年2月11日 東近江市      | 東近江市 |
| 蒲生郡金屋村     | 蒲生郡金屋村     | 蒲生郡金屋村              | 蒲生郡金屋村                           | 八日市町                   | 八日市町                                | 八日市町                    | 昭和29年3月21日 八日市町 | 昭和29年8月15日 八日市市          | 八日市市                          | 八日市市                    | 平成17年2月11日 東近江市      | 東近江市 |
| 蒲生郡小脇村     | 一部             | 蒲生郡小脇村              | 蒲生郡小脇村                           | 八日市町                   | 八日市町                                | 八日市町                    | 昭和29年3月21日 八日市町 | 昭和29年8月15日 八日市市          | 八日市市                          | 八日市市                    | 平成17年2月11日 東近江市      | 東近江市 |
| 蒲生郡小脇村     | 一部を除く       | 蒲生郡小脇村              | 蒲生郡小脇村                           | 蒲生郡 中野村              | 蒲生郡中野村                            | 蒲生郡中野村                | 昭和29年3月21日 八日市町 | 昭和29年8月15日 八日市市          | 八日市市                          | 八日市市                    | 平成17年2月11日 東近江市      | 東近江市 |
| 蒲生郡中野村     | 蒲生郡中野村     | 蒲生郡中野村              | 蒲生郡中野村                           | 蒲生郡 中野村              | 蒲生郡中野村                            | 蒲生郡中野村                | 昭和29年3月21日 八日市町 | 昭和29年8月15日 八日市市          | 八日市市                          | 八日市市                    | 平成17年2月11日 東近江市      | 東近江市 |
| 蒲生郡今在家村   | 蒲生郡今在家村   | 明治7年 改称 蒲生郡今崎村 | 蒲生郡今崎村                           | 蒲生郡 中野村              | 蒲生郡中野村                            | 蒲生郡中野村                | 昭和29年3月21日 八日市町 | 昭和29年8月15日 八日市市          | 八日市市                          | 八日市市                    | 平成17年2月11日 東近江市      | 東近江市 |
| 蒲生郡今堀村     | 蒲生郡今堀村     | 蒲生郡今堀村              | 蒲生郡今堀村                           | 蒲生郡 中野村              | 蒲生郡中野村                            | 蒲生郡中野村                | 昭和29年3月21日 八日市町 | 昭和29年8月15日 八日市市          | 八日市市                          | 八日市市                    | 平成17年2月11日 東近江市      | 東近江市 |
| 蒲生郡小今在家村 | 蒲生郡小今在家村 | 明治7年 改称 蒲生郡小今村 | 蒲生郡小今村                           | 蒲生郡 中野村              | 蒲生郡中野村                            | 蒲生郡中野村                | 昭和29年3月21日 八日市町 | 昭和29年8月15日 八日市市          | 八日市市                          | 八日市市                    | 平成17年2月11日 東近江市      | 東近江市 |
| 蒲生郡清水鼻村   | 蒲生郡清水鼻村   | 蒲生郡清水鼻村            | 蒲生郡清水鼻村                         | 蒲生郡 老蘇村 の一部       | 蒲生郡老蘇村の一部                      | 蒲生郡老蘇村の一部          | 蒲生郡老蘇村の一部       | 昭和29年4月1日 蒲生郡安土町の一部 | 昭和30年1月1日 五個荘町           | 五個荘町                    | 平成17年2月11日 東近江市      | 東近江市 |
| 伊野部村         | 伊野部村         | 伊野部村                  | 伊野部村                               | 東五個荘村                 | 明治23年3月15日 改称 旭村               | 旭村                        | 旭村                     | 旭村                              | 昭和30年1月1日 五個荘町           | 五個荘町                    | 平成17年2月11日 東近江市      | 東近江市 |
| 平坂村           | 平坂村           | 平坂村                    | 平坂村                                 | 東五個荘村                 | 明治23年3月15日 改称 旭村               | 旭村                        | 旭村                     | 旭村                              | 昭和30年1月1日 五個荘町           | 五個荘町                    | 平成17年2月11日 東近江市      | 東近江市 |
| 山本村           | 山本村           | 山本村                    | 山本村                                 | 東五個荘村                 | 明治23年3月15日 改称 旭村               | 旭村                        | 旭村                     | 旭村                              | 昭和30年1月1日 五個荘町           | 五個荘町                    | 平成17年2月11日 東近江市      | 東近江市 |
| 石塚村           | 石塚村           | 石塚村                    | 石塚村                                 | 東五個荘村                 | 明治23年3月15日 改称 旭村               | 旭村                        | 旭村                     | 旭村                              | 昭和30年1月1日 五個荘町           | 五個荘町                    | 平成17年2月11日 東近江市      | 東近江市 |
| 三俣村           | 三俣村           | 三俣村                    | 三俣村                                 | 東五個荘村                 | 明治23年3月15日 改称 旭村               | 旭村                        | 旭村                     | 旭村                              | 昭和30年1月1日 五個荘町           | 五個荘町                    | 平成17年2月11日 東近江市      | 東近江市 |
| 奥村             | 奥村             | 奥村                      | 奥村                                   | 東五個荘村                 | 明治23年3月15日 改称 旭村               | 旭村                        | 旭村                     | 旭村                              | 昭和30年1月1日 五個荘町           | 五個荘町                    | 平成17年2月11日 東近江市      | 東近江市 |
| 木流村           | 木流村           | 木流村                    | 木流村                                 | 東五個荘村                 | 明治23年3月15日 改称 旭村               | 旭村                        | 旭村                     | 旭村                              | 昭和30年1月1日 五個荘町           | 五個荘町                    | 平成17年2月11日 東近江市      | 東近江市 |
| 新堂村           | 新堂村           | 新堂村                    | 新堂村                                 | 東五個荘村                 | 明治23年3月15日 改称 旭村               | 旭村                        | 旭村                     | 旭村                              | 昭和30年1月1日 五個荘町           | 五個荘町                    | 平成17年2月11日 東近江市      | 東近江市 |
| 北町屋村         | 一部を除く       | 北町屋村                  | 北町屋村                               | 東五個荘村                 | 明治23年3月15日 改称 旭村               | 旭村                        | 旭村                     | 旭村                              | 昭和30年1月1日 五個荘町           | 五個荘町                    | 平成17年2月11日 東近江市      | 東近江市 |
| 北町屋村         | 一部             | 明治8年 分立 石川村       | 石川村                                 | 南五個荘村                 | 南五個荘村                              | 南五個荘村                  | 南五個荘村               | 南五個荘村                        | 昭和30年1月1日 五個荘町           | 五個荘町                    | 平成17年2月11日 東近江市      | 東近江市 |
| 川並村           | 一部             | 明治8年 分立 石川村       | 石川村                                 | 南五個荘村                 | 南五個荘村                              | 南五個荘村                  | 南五個荘村               | 南五個荘村                        | 昭和30年1月1日 五個荘町           | 五個荘町                    | 平成17年2月11日 東近江市      | 東近江市 |
| 川並村           | 一部             | 川並村                    | 川並村                                 | 南五個荘村                 | 南五個荘村                              | 南五個荘村                  | 南五個荘村               | 南五個荘村                        | 昭和30年1月1日 五個荘町           | 五個荘町                    | 平成17年2月11日 東近江市      | 東近江市 |
| 川並村           | 一部             | 明治7年 分立 塚本村       | 塚本村                                 | 南五個荘村                 | 南五個荘村                              | 南五個荘村                  | 南五個荘村               | 南五個荘村                        | 昭和30年1月1日 五個荘町           | 五個荘町                    | 平成17年2月11日 東近江市      | 東近江市 |
| 金堂村           | 一部             | 明治7年 分立 塚本村       | 塚本村                                 | 南五個荘村                 | 南五個荘村                              | 南五個荘村                  | 南五個荘村               | 南五個荘村                        | 昭和30年1月1日 五個荘町           | 五個荘町                    | 平成17年2月11日 東近江市      | 東近江市 |
| 金堂村           | 一部を除く       | 金堂村                    | 金堂村                                 | 南五個荘村                 | 南五個荘村                              | 南五個荘村                  | 南五個荘村               | 南五個荘村                        | 昭和30年1月1日 五個荘町           | 五個荘町                    | 平成17年2月11日 東近江市      | 東近江市 |
| 石馬寺村         | 石馬寺村         | 石馬寺村                  | 石馬寺村                               | 南五個荘村                 | 南五個荘村                              | 南五個荘村                  | 南五個荘村               | 南五個荘村                        | 昭和30年1月1日 五個荘町           | 五個荘町                    | 平成17年2月11日 東近江市      | 東近江市 |
| 七里村           | 七里村           | 七里村                    | 七里村                                 | 南五個荘村                 | 南五個荘村                              | 南五個荘村                  | 南五個荘村               | 南五個荘村                        | 昭和30年1月1日 五個荘町           | 五個荘町                    | 平成17年2月11日 東近江市      | 東近江市 |
| 下日吉村         | 下日吉村         | 下日吉村                  | 下日吉村                               | 南五個荘村                 | 南五個荘村                              | 南五個荘村                  | 南五個荘村               | 南五個荘村                        | 昭和30年1月1日 五個荘町           | 五個荘町                    | 平成17年2月11日 東近江市      | 東近江市 |
| 位田村           | 位田村           | 位田村                    | 明治12年 竜田村                        | 北五個荘村                 | 北五個荘村                              | 北五個荘村                  | 北五個荘村               | 北五個荘村                        | 昭和30年1月1日 五個荘町           | 五個荘町                    | 平成17年2月11日 東近江市      | 東近江市 |
| 市田村           | 市田村           | 市田村                    | 明治12年 竜田村                        | 北五個荘村                 | 北五個荘村                              | 北五個荘村                  | 北五個荘村               | 北五個荘村                        | 昭和30年1月1日 五個荘町           | 五個荘町                    | 平成17年2月11日 東近江市      | 東近江市 |
| 小幡村           | 小幡村           | 小幡村                    | 小幡村                                 | 北五個荘村                 | 北五個荘村                              | 北五個荘村                  | 北五個荘村               | 北五個荘村                        | 昭和30年1月1日 五個荘町           | 五個荘町                    | 平成17年2月11日 東近江市      | 東近江市 |
| 中村             | 中村             | 中村                      | 中村                                   | 北五個荘村                 | 北五個荘村                              | 北五個荘村                  | 北五個荘村               | 北五個荘村                        | 昭和30年1月1日 五個荘町           | 五個荘町                    | 平成17年2月11日 東近江市      | 東近江市 |
| 簗瀬村           | 簗瀬村           | 簗瀬村                    | 簗瀬村                                 | 北五個荘村                 | 北五個荘村                              | 北五個荘村                  | 北五個荘村               | 北五個荘村                        | 昭和30年1月1日 五個荘町           | 五個荘町                    | 平成17年2月11日 東近江市      | 東近江市 |
| 和田村           | 和田村           | 和田村                    | 和田村                                 | 北五個荘村                 | 北五個荘村                              | 北五個荘村                  | 北五個荘村               | 北五個荘村                        | 昭和30年1月1日 五個荘町           | 五個荘町                    | 平成17年2月11日 東近江市      | 東近江市 |
| 河曲村           | 河曲村           | 河曲村                    | 河曲村                                 | 北五個荘村                 | 北五個荘村                              | 北五個荘村                  | 北五個荘村               | 北五個荘村                        | 昭和30年1月1日 五個荘町           | 五個荘町                    | 平成17年2月11日 東近江市      | 東近江市 |
| 北庄村           | 北庄村           | 北庄村                    | 明治11年 改称 宮荘村                   | 北五個荘村                 | 北五個荘村                              | 北五個荘村                  | 北五個荘村               | 北五個荘村                        | 昭和30年1月1日 五個荘町           | 五個荘町                    | 平成17年2月11日 東近江市      | 東近江市 |
| 五位田村         | 五位田村         | 五位田村                  | 明治11年 改称 宮荘村                   | 北五個荘村                 | 北五個荘村                              | 北五個荘村                  | 北五個荘村               | 北五個荘村                        | 昭和30年1月1日 五個荘町           | 五個荘町                    | 平成17年2月11日 東近江市      | 東近江市 |
| 杠葉尾村         | 杠葉尾村         | 杠葉尾村                  | 杠葉尾村                               | 山上村                     | 山上村                                  | 山上村                      | 昭和18年4月1日 永源寺村  | 昭和18年4月1日 永源寺村           | 昭和30年4月1日 永源寺町           | 永源寺町                    | 平成17年2月11日 東近江市      | 東近江市 |
| 蓼畑村           | 蓼畑村           | 蓼畑村                    | 蓼畑村                                 | 山上村                     | 山上村                                  | 山上村                      | 昭和18年4月1日 永源寺村  | 昭和18年4月1日 永源寺村           | 昭和30年4月1日 永源寺町           | 永源寺町                    | 平成17年2月11日 東近江市      | 東近江市 |
| 萱尾村           | 萱尾村           | 萱尾村                    | 萱尾村                                 | 山上村                     | 山上村                                  | 山上村                      | 昭和18年4月1日 永源寺村  | 昭和18年4月1日 永源寺村           | 昭和30年4月1日 永源寺町           | 永源寺町                    | 平成17年2月11日 東近江市      | 東近江市 |
| 佐目村           | 佐目村           | 佐目村                    | 佐目村                                 | 山上村                     | 山上村                                  | 山上村                      | 昭和18年4月1日 永源寺村  | 昭和18年4月1日 永源寺村           | 昭和30年4月1日 永源寺町           | 永源寺町                    | 平成17年2月11日 東近江市      | 東近江市 |
| 相谷村           | 相谷村           | 相谷村                    | 相谷村                                 | 山上村                     | 山上村                                  | 山上村                      | 昭和18年4月1日 永源寺村  | 昭和18年4月1日 永源寺村           | 昭和30年4月1日 永源寺町           | 永源寺町                    | 平成17年2月11日 東近江市      | 東近江市 |
| 和南村           | 和南村           | 和南村                    | 和南村                                 | 山上村                     | 山上村                                  | 山上村                      | 昭和18年4月1日 永源寺村  | 昭和18年4月1日 永源寺村           | 昭和30年4月1日 永源寺町           | 永源寺町                    | 平成17年2月11日 東近江市      | 東近江市 |
| 山上村           | 山上村           | 山上村                    | 山上村                                 | 山上村                     | 山上村                                  | 山上村                      | 昭和18年4月1日 永源寺村  | 昭和18年4月1日 永源寺村           | 昭和30年4月1日 永源寺町           | 永源寺町                    | 平成17年2月11日 東近江市      | 東近江市 |
| 愛知郡君ヶ畑村   | 一部を除く       | 愛知郡君ヶ畑村            | 愛知郡君ヶ畑村                         | 愛知郡 東小椋村            | 愛知郡東小椋村                          | 愛知郡東小椋村              | 昭和18年4月1日 永源寺村  | 昭和18年4月1日 永源寺村           | 昭和30年4月1日 永源寺町           | 永源寺町                    | 平成17年2月11日 東近江市      | 東近江市 |
| 愛知郡君ヶ畑村   | 一部             | 明治7年 分立 愛知郡茨川村 | 愛知郡茨川村                           | 愛知郡 東小椋村            | 愛知郡東小椋村                          | 愛知郡東小椋村              | 昭和18年4月1日 永源寺村  | 昭和18年4月1日 永源寺村           | 昭和30年4月1日 永源寺町           | 永源寺町                    | 平成17年2月11日 東近江市      | 東近江市 |
| 愛知郡蛭谷村     | 愛知郡蛭谷村     | 愛知郡蛭谷村              | 愛知郡蛭谷村                           | 愛知郡 東小椋村            | 愛知郡東小椋村                          | 愛知郡東小椋村              | 昭和18年4月1日 永源寺村  | 昭和18年4月1日 永源寺村           | 昭和30年4月1日 永源寺町           | 永源寺町                    | 平成17年2月11日 東近江市      | 東近江市 |
| 愛知郡箕川村     | 愛知郡箕川村     | 愛知郡箕川村              | 愛知郡箕川村                           | 愛知郡 東小椋村            | 愛知郡東小椋村                          | 愛知郡東小椋村              | 昭和18年4月1日 永源寺村  | 昭和18年4月1日 永源寺村           | 昭和30年4月1日 永源寺町           | 永源寺町                    | 平成17年2月11日 東近江市      | 東近江市 |
| 愛知郡政所村     | 愛知郡政所村     | 愛知郡政所村              | 愛知郡政所村                           | 愛知郡 東小椋村            | 愛知郡東小椋村                          | 愛知郡東小椋村              | 昭和18年4月1日 永源寺村  | 昭和18年4月1日 永源寺村           | 昭和30年4月1日 永源寺町           | 永源寺町                    | 平成17年2月11日 東近江市      | 東近江市 |
| 愛知郡黄和田村   | 愛知郡黄和田村   | 愛知郡黄和田村            | 愛知郡黄和田村                         | 愛知郡 東小椋村            | 愛知郡東小椋村                          | 愛知郡東小椋村              | 昭和18年4月1日 永源寺村  | 昭和18年4月1日 永源寺村           | 昭和30年4月1日 永源寺町           | 永源寺町                    | 平成17年2月11日 東近江市      | 東近江市 |
| 愛知郡九居瀬村   | 愛知郡九居瀬村   | 愛知郡九居瀬村            | 愛知郡九居瀬村                         | 愛知郡 東小椋村            | 愛知郡東小椋村                          | 愛知郡東小椋村              | 昭和18年4月1日 永源寺村  | 昭和18年4月1日 永源寺村           | 昭和30年4月1日 永源寺町           | 永源寺町                    | 平成17年2月11日 東近江市      | 東近江市 |
| 愛知郡高野村     | 愛知郡高野村     | 愛知郡高野村              | 愛知郡高野村                           | 愛知郡 東小椋村            | 明治25年10月15日 分立 愛知郡高野村      | 愛知郡高野村                | 昭和18年4月1日 永源寺村  | 昭和18年4月1日 永源寺村           | 昭和30年4月1日 永源寺町           | 永源寺町                    | 平成17年2月11日 東近江市      | 東近江市 |
| 蒲生郡甲津畑村   | 蒲生郡甲津畑村   | 蒲生郡甲津畑村            | 蒲生郡甲津畑村                         | 蒲生郡 市原村              | 蒲生郡市原村                            | 蒲生郡市原村                | 蒲生郡市原村             | 蒲生郡市原村                      | 昭和30年4月1日 永源寺町           | 永源寺町                    | 平成17年2月11日 東近江市      | 東近江市 |
| 蒲生郡池之脇村   | 蒲生郡池之脇村   | 蒲生郡池之脇村            | 蒲生郡池之脇村                         | 蒲生郡 市原村              | 蒲生郡市原村                            | 蒲生郡市原村                | 蒲生郡市原村             | 蒲生郡市原村                      | 昭和30年4月1日 永源寺町           | 永源寺町                    | 平成17年2月11日 東近江市      | 東近江市 |
| 蒲生郡上二俣村   | 蒲生郡上二俣村   | 蒲生郡上二俣村            | 蒲生郡上二俣村                         | 蒲生郡 市原村              | 蒲生郡市原村                            | 蒲生郡市原村                | 蒲生郡市原村             | 蒲生郡市原村                      | 昭和30年4月1日 永源寺町           | 永源寺町                    | 平成17年2月11日 東近江市      | 東近江市 |
| 蒲生郡高木村     | 蒲生郡高木村     | 蒲生郡高木村              | 蒲生郡高木村                           | 蒲生郡 市原村              | 蒲生郡市原村                            | 蒲生郡市原村                | 蒲生郡市原村             | 蒲生郡市原村                      | 昭和30年4月1日 永源寺町           | 永源寺町                    | 平成17年2月11日 東近江市      | 東近江市 |
| 蒲生郡市原野村   | 蒲生郡市原野村   | 蒲生郡市原野村            | 蒲生郡市原野村                         | 蒲生郡 市原村              | 蒲生郡市原村                            | 蒲生郡市原村                | 蒲生郡市原村             | 蒲生郡市原村                      | 昭和30年4月1日 永源寺町           | 永源寺町                    | 平成17年2月11日 東近江市      | 東近江市 |
| 蒲生郡新出村     | 蒲生郡新出村     | 蒲生郡新出村              | 蒲生郡新出村                           | 蒲生郡 市原村              | 蒲生郡市原村                            | 蒲生郡市原村                | 蒲生郡市原村             | 蒲生郡市原村                      | 昭和30年4月1日 永源寺町           | 永源寺町                    | 平成17年2月11日 東近江市      | 東近江市 |
| 蒲生郡一式村     | 蒲生郡一式村     | 蒲生郡一式村              | 蒲生郡一式村                           | 蒲生郡 市原村              | 蒲生郡市原村                            | 蒲生郡市原村                | 蒲生郡市原村             | 蒲生郡市原村                      | 昭和30年4月1日 永源寺町           | 永源寺町                    | 平成17年2月11日 東近江市      | 東近江市 |
| 蒲生郡石谷村     | 蒲生郡石谷村     | 蒲生郡石谷村              | 蒲生郡石谷村                           | 蒲生郡 市原村              | 蒲生郡市原村                            | 蒲生郡市原村                | 蒲生郡市原村             | 蒲生郡市原村                      | 昭和30年4月1日 永源寺町           | 永源寺町                    | 平成17年2月11日 東近江市      | 東近江市 |
| 蒲生郡須田村     | 蒲生郡須田村     | 明治7年 蒲生郡須田村      | 明治15年 所属変更・改称 神崎郡南須田村 | 八条村                     | 明治27年6月5日 能登川村                 | 能登川村                    | 昭和17年2月11日 能登川町 | 昭和17年2月11日 能登川町          | 能登川町                          | 能登川町                    | 平成18年1月1日 東近江市に編入 | 東近江市 |
| 蒲生郡山下新田   |                  | 明治7年 蒲生郡須田村      | 明治15年 所属変更・改称 神崎郡南須田村 | 八条村                     | 明治27年6月5日 能登川村                 | 能登川村                    | 昭和17年2月11日 能登川町 | 昭和17年2月11日 能登川町          | 能登川町                          | 能登川町                    | 平成18年1月1日 東近江市に編入 | 東近江市 |
| 伊庭村           | 一部             | 明治7年 伊庭村            | 明治13年 分立 北須田村                 | 八条村                     | 明治27年6月5日 能登川村                 | 能登川村                    | 昭和17年2月11日 能登川町 | 昭和17年2月11日 能登川町          | 能登川町                          | 能登川町                    | 平成18年1月1日 東近江市に編入 | 東近江市 |
| 伊庭村           | 一部             | 明治7年 伊庭村            | 明治13年 分立 能登川村                 | 八条村                     | 明治27年6月5日 能登川村                 | 能登川村                    | 昭和17年2月11日 能登川町 | 昭和17年2月11日 能登川町          | 能登川町                          | 能登川町                    | 平成18年1月1日 東近江市に編入 | 東近江市 |
| 伊庭村           | 一部             | 明治7年 伊庭村            | 伊庭村                                 | 八条村                     | 明治27年6月5日 伊庭村                   | 伊庭村                      | 昭和17年2月11日 能登川町 | 昭和17年2月11日 能登川町          | 能登川町                          | 能登川町                    | 平成18年1月1日 東近江市に編入 | 東近江市 |
| 梅安新田         |                  | 明治7年 伊庭村            | 伊庭村                                 | 八条村                     | 明治27年6月5日 伊庭村                   | 伊庭村                      | 昭和17年2月11日 能登川町 | 昭和17年2月11日 能登川町          | 能登川町                          | 能登川町                    | 平成18年1月1日 東近江市に編入 | 東近江市 |
| 佐生村           | 佐生村           | 佐生村                    | 佐生村                                 | 八条村                     | 明治27年6月5日 五峰村                   | 五峰村                      | 昭和17年2月11日 能登川町 | 昭和17年2月11日 能登川町          | 能登川町                          | 能登川町                    | 平成18年1月1日 東近江市に編入 | 東近江市 |
| 佐野村           | 佐野村           | 佐野村                    | 佐野村                                 | 八条村                     | 明治27年6月5日 五峰村                   | 五峰村                      | 昭和17年2月11日 能登川町 | 昭和17年2月11日 能登川町          | 能登川町                          | 能登川町                    | 平成18年1月1日 東近江市に編入 | 東近江市 |
| 猪子村           | 猪子村           | 猪子村                    | 猪子村                                 | 八条村                     | 明治27年6月5日 五峰村                   | 五峰村                      | 昭和17年2月11日 能登川町 | 昭和17年2月11日 能登川町          | 能登川町                          | 能登川町                    | 平成18年1月1日 東近江市に編入 | 東近江市 |
| 山路村           | 山路村           | 山路村                    | 山路村                                 | 八条村                     | 明治27年6月5日 五峰村                   | 五峰村                      | 昭和17年2月11日 能登川町 | 昭和17年2月11日 能登川町          | 能登川町                          | 能登川町                    | 平成18年1月1日 東近江市に編入 | 東近江市 |
| 林村             | 林村             | 林村                      | 林村                                   | 八条村                     | 明治27年6月5日 五峰村                   | 五峰村                      | 昭和17年2月11日 能登川町 | 昭和17年2月11日 能登川町          | 能登川町                          | 能登川町                    | 平成18年1月1日 東近江市に編入 | 東近江市 |
| 福堂村           | 福堂村           | 福堂村                    | 福堂村                                 | 栗見村                     | 栗見村                                  | 栗見村                      | 昭和17年2月11日 能登川町 | 昭和17年2月11日 能登川町          | 能登川町                          | 能登川町                    | 平成18年1月1日 東近江市に編入 | 東近江市 |
| 栗見新田村       | 栗見新田村       | 栗見新田村                | 栗見新田村                             | 栗見村                     | 栗見村                                  | 栗見村                      | 昭和17年2月11日 能登川町 | 昭和17年2月11日 能登川町          | 能登川町                          | 能登川町                    | 平成18年1月1日 東近江市に編入 | 東近江市 |
| 栗見出在家村     | 栗見出在家村     | 栗見出在家村              | 栗見出在家村                           | 栗見村                     | 栗見村                                  | 栗見村                      | 昭和17年2月11日 能登川町 | 昭和17年2月11日 能登川町          | 能登川町                          | 能登川町                    | 平成18年1月1日 東近江市に編入 | 東近江市 |
| 新村             | 新村             | 新村                      | 明治12年 新宮村                        | 栗見村                     | 明治30年8月15日 分立 栗見荘村           | 昭和2年11月8日 八幡村に編入 | 昭和17年2月11日 能登川町 | 昭和17年2月11日 能登川町          | 能登川町                          | 能登川町                    | 平成18年1月1日 東近江市に編入 | 東近江市 |
| 宮西村           | 宮西村           | 宮西村                    | 明治12年 新宮村                        | 栗見村                     | 明治30年8月15日 分立 栗見荘村           | 昭和2年11月8日 八幡村に編入 | 昭和17年2月11日 能登川町 | 昭和17年2月11日 能登川町          | 能登川町                          | 能登川町                    | 平成18年1月1日 東近江市に編入 | 東近江市 |
| 乙女浜村         | 乙女浜村         | 乙女浜村                  | 乙女浜村                               | 栗見村                     | 明治30年8月15日 分立 栗見荘村           | 昭和2年11月8日 八幡村に編入 | 昭和17年2月11日 能登川町 | 昭和17年2月11日 能登川町          | 能登川町                          | 能登川町                    | 平成18年1月1日 東近江市に編入 | 東近江市 |
| 長勝寺村         | 長勝寺村         | 長勝寺村                  | 長勝寺村                               | 八幡村                     | 八幡村                                  | 八幡村                      | 昭和17年2月11日 能登川町 | 昭和17年2月11日 能登川町          | 能登川町                          | 能登川町                    | 平成18年1月1日 東近江市に編入 | 東近江市 |
| 神郷村           | 神郷村           | 神郷村                    | 神郷村                                 | 八幡村                     | 八幡村                                  | 八幡村                      | 昭和17年2月11日 能登川町 | 昭和17年2月11日 能登川町          | 能登川町                          | 能登川町                    | 平成18年1月1日 東近江市に編入 | 東近江市 |
| 種村             | 種村             | 種村                      | 種村                                   | 八幡村                     | 八幡村                                  | 八幡村                      | 昭和17年2月11日 能登川町 | 昭和17年2月11日 能登川町          | 能登川町                          | 能登川町                    | 平成18年1月1日 東近江市に編入 | 東近江市 |
| 今村             | 今村             | 今村                      | 今村                                   | 八幡村                     | 八幡村                                  | 八幡村                      | 昭和17年2月11日 能登川町 | 昭和17年2月11日 能登川町          | 能登川町                          | 能登川町                    | 平成18年1月1日 東近江市に編入 | 東近江市 |
| 垣見村           | 垣見村           | 垣見村                    | 垣見村                                 | 八幡村                     | 八幡村                                  | 八幡村                      | 昭和17年2月11日 能登川町 | 昭和17年2月11日 能登川町          | 能登川町                          | 能登川町                    | 平成18年1月1日 東近江市に編入 | 東近江市 |
| 躰光寺村         | 躰光寺村         | 躰光寺村                  | 躰光寺村                               | 八幡村                     | 八幡村                                  | 八幡村                      | 昭和17年2月11日 能登川町 | 昭和17年2月11日 能登川町          | 能登川町                          | 能登川町                    | 平成18年1月1日 東近江市に編入 | 東近江市 |
| 阿弥陀堂村       | 阿弥陀堂村       | 阿弥陀堂村                | 阿弥陀堂村                             | 八幡村                     | 八幡村                                  | 八幡村                      | 昭和17年2月11日 能登川町 | 昭和17年2月11日 能登川町          | 能登川町                          | 能登川町                    | 平成18年1月1日 東近江市に編入 | 東近江市 |
| 川南村           | 川南村           | 川南村                    | 川南村                                 | 八幡村                     | 八幡村                                  | 八幡村                      | 昭和17年2月11日 能登川町 | 昭和17年2月11日 能登川町          | 能登川町                          | 能登川町                    | 平成18年1月1日 東近江市に編入 | 東近江市 |
| 小川村           | 小川村           | 小川村                    | 小川村                                 | 八幡村                     | 八幡村                                  | 八幡村                      | 昭和17年2月11日 能登川町 | 昭和17年2月11日 能登川町          | 能登川町                          | 能登川町                    | 平成18年1月1日 東近江市に編入 | 東近江市 |
| 甲崎村           | 甲崎村           | 甲崎村                    | 甲崎村                                 | 愛知郡 稲村 の一部         | 明治29年3月29日 愛知郡稲村の一部        | 愛知郡稲村の一部            | 愛知郡稲村の一部         | 愛知郡稲村の一部                  | 昭和30年1月1日 愛知郡稲枝町の一部 | 昭和43年4月1日 彦根市に編入 | 彦根市                        | 彦根市   |
| 西川村           | 西川村           | 西川村                    | 西川村                                 | 愛知郡 稲村 の一部         | 明治29年3月29日 愛知郡稲村の一部        | 愛知郡稲村の一部            | 愛知郡稲村の一部         | 愛知郡稲村の一部                  | 昭和30年1月1日 愛知郡稲枝町の一部 | 昭和43年4月1日 彦根市に編入 | 彦根市                        | 彦根市   |
| 田原村           | 田原村           | 田原村                    | 田原村                                 | 愛知郡 稲村 の一部         | 明治29年3月29日 愛知郡稲村の一部        | 愛知郡稲村の一部            | 愛知郡稲村の一部         | 愛知郡稲村の一部                  | 昭和30年1月1日 愛知郡稲枝町の一部 | 昭和43年4月1日 彦根市に編入 | 彦根市                        | 彦根市   |
| 服部村           | 服部村           | 服部村                    | 服部村                                 | 葉枝見村                   | 明治29年3月29日 所属変更 愛知郡葉枝見村 | 愛知郡葉枝見村              | 愛知郡葉枝見村           | 愛知郡葉枝見村                    | 昭和30年1月1日 愛知郡稲枝町の一部 | 昭和43年4月1日 彦根市に編入 | 彦根市                        | 彦根市   |
| 稲葉村           | 稲葉村           | 明治7年 上稲葉村          | 上稲葉村                               | 葉枝見村                   | 明治29年3月29日 所属変更 愛知郡葉枝見村 | 愛知郡葉枝見村              | 愛知郡葉枝見村           | 愛知郡葉枝見村                    | 昭和30年1月1日 愛知郡稲枝町の一部 | 昭和43年4月1日 彦根市に編入 | 彦根市                        | 彦根市   |
| 稲葉村           | 稲葉村           | 明治7年 下稲葉村          | 下稲葉村                               | 葉枝見村                   | 明治29年3月29日 所属変更 愛知郡葉枝見村 | 愛知郡葉枝見村              | 愛知郡葉枝見村           | 愛知郡葉枝見村                    | 昭和30年1月1日 愛知郡稲枝町の一部 | 昭和43年4月1日 彦根市に編入 | 彦根市                        | 彦根市   |
| 本庄村           | 本庄村           | 明治7年 本庄村            | 本庄村                                 | 葉枝見村                   | 明治29年3月29日 所属変更 愛知郡葉枝見村 | 愛知郡葉枝見村              | 愛知郡葉枝見村           | 愛知郡葉枝見村                    | 昭和30年1月1日 愛知郡稲枝町の一部 | 昭和43年4月1日 彦根市に編入 | 彦根市                        | 彦根市   |
| 出地村           |                  | 明治7年 本庄村            | 本庄村                                 | 葉枝見村                   | 明治29年3月29日 所属変更 愛知郡葉枝見村 | 愛知郡葉枝見村              | 愛知郡葉枝見村           | 愛知郡葉枝見村                    | 昭和30年1月1日 愛知郡稲枝町の一部 | 昭和43年4月1日 彦根市に編入 | 彦根市                        | 彦根市   |
| 田附村           | 田附村           | 田附村                    | 田附村                                 | 葉枝見村                   | 明治29年3月29日 所属変更 愛知郡葉枝見村 | 愛知郡葉枝見村              | 愛知郡葉枝見村           | 愛知郡葉枝見村                    | 昭和30年1月1日 愛知郡稲枝町の一部 | 昭和43年4月1日 彦根市に編入 | 彦根市                        | 彦根市   |
| 新海村           | 新海村           | 新海村                    | 新海村                                 | 葉枝見村                   | 明治29年3月29日 所属変更 愛知郡葉枝見村 | 愛知郡葉枝見村              | 愛知郡葉枝見村           | 愛知郡葉枝見村                    | 昭和30年1月1日 愛知郡稲枝町の一部 | 昭和43年4月1日 彦根市に編入 | 彦根市                        | 彦根市   |
| 三ツ谷村         | 三ツ谷村         | 三ツ谷村                  | 三ツ谷村                               | 葉枝見村                   | 明治29年3月29日 所属変更 愛知郡葉枝見村 | 愛知郡葉枝見村              | 愛知郡葉枝見村           | 愛知郡葉枝見村                    | 昭和30年1月1日 愛知郡稲枝町の一部 | 昭和43年4月1日 彦根市に編入 | 彦根市                        | 彦根市   |
| 普光寺村         | 普光寺村         | 普光寺村                  | 普光寺村                               | 葉枝見村                   | 明治29年3月29日 所属変更 愛知郡葉枝見村 | 愛知郡葉枝見村              | 愛知郡葉枝見村           | 愛知郡葉枝見村                    | 昭和30年1月1日 愛知郡稲枝町の一部 | 昭和43年4月1日 彦根市に編入 | 彦根市                        | 彦根市   |

## 行政
神崎郡長（第1次）
| 代 | 氏名 | 就任年月日                | 退任年月日         | 備考 |
| -- | ---- | ------------------------- | ------------------ | ---- |
| 1  |      | 明治12年（1879年）5月16日 |                    |      |
|    |      |                           | 明治14年（1881年） | 廃官 |

愛知・神崎郡長
| 代 | 氏名 | 就任年月日         | 退任年月日                | 備考 |
| -- | ---- | ------------------ | ------------------------- | ---- |
| 1  |      | 明治14年（1881年） |                           |      |
|    |      |                    | 明治31年（1898年）3月31日 | 廃官 |

神崎郡長（第2次）
| 代 | 氏名 | 就任年月日               | 退任年月日                | 備考                   |
| -- | ---- | ------------------------ | ------------------------- | ---------------------- |
| 1  |      | 明治31年（1898年）4月1日 |                           |                        |
|    |      |                          | 大正15年（1926年）6月30日 | 郡役所廃止により、廃官 |